# 서커스 오브 호러
서커스 오브 호러(Circus Of Horrors)는 미국에서 제작된 시드니 헤이어스 감독의 1960년 드라마 영화이다. 안톤 디프링 등이 주연으로 출연하였고 사무엘 Z. 아코프 등이 제작에 참여하였다.

## 출연

### 주연
- 안톤 디프링
- 에리카 렘버그

### 조연
- 이본느 몬러
- 도널드 플레젠스
- 제인 힐튼
- 케네스 그리피스